# Circuit de Wallonie 2015
Il Circuit de Wallonie 2015, quarantanovesima edizione della corsa, valido come evento dell'UCI Europe Tour 2015 categoria 1.2, si svolse il 21 giugno 2015 su un percorso di 181,5 km. Fu vinto dal belga Stef Van Zummeren, che terminò la gara in 4h 00' 00" alla media di 45,38 km/h, battendo il tedesco Philipp Walsleben e l'altro belga Gianni Vermeersch, arrivato terzo.
Dei 117 ciclisti alla partenza 43 completarono la gara.

## Squadre partecipanti
| N. | Cod. | Squadra                        |
| -- | ---- | ------------------------------ |
|    | BKP  | BKCP-Powerplus                 |
|    | CCB  | Color Code-Biowanze            |
|    | CCD  | Differdange-Losch              |
|    | COR  | ERA Real Estate-Murprotec      |
|    | PCW  | T.Palm-Pôle Continental Wallon |
|    | RWA  | Selezione ruandese             |
|    | STF  | Start-Massi                    |
|    | SUN  | Team Sunweb-Napoleon Games     |
|    | VGS  | Vastgoedservice-Golden Palace  |

| N. | Cod. | Squadra                        |
| -- | ---- | ------------------------------ |
|    | VER  | Veranclassic-Ekoi              |
|    | WIL  | Veranda's Willems Cycling Team |
|    | WBC  | Wallonie-Bruxelles             |
|    |      | Baguet-Miba Poorten-Indulek    |
|    |      | BCV Works-Soenens              |
|    |      | Lotto-Soudal U23               |
|    |      | Profel United CT               |
|    |      | Reno Systems-CKT Cycling Team  |
|    |      | Royal Velo-Club Ottignies      |

## Ordine d'arrivo (Top 10)
| Pos. | Corridore            | Squadra        | Tempo    |
| ---- | -------------------- | -------------- | -------- |
| 1    | Stef Van Zummeren    | Verandas W.    | 4h00'00" |
| 2    | Philipp Walsleben    | BKCP-Powerplus | s.t.     |
| 3    | Gianni Vermeersch    | Wallonie       | a 15"    |
| 4    | Gaëtan Bille         | Verandas W.    | s.t.     |
| 5    | Dimitri Claeys       | Verandas W.    | s.t.     |
| 6    | Mathieu van der Poel | BKCP-Powerplus | a 18"    |
| 7    | Joeri Calleeuw       | Verandas W.    | a 51"    |
| 8    | Kevyn Ista           | Wallonie       | s.t.     |
| 9    | Daan Hoeyberghs      | BKCP-Powerplus | s.t.     |
| 10   | Michael Cools        | BCV Works      | a 56"    |